# Sigismund Neukomm
Sigismund, Ritter von Neukomm (ur. 10 lipca 1778 w Salzburgu, zm. 3 kwietnia 1858 w Paryżu) – austriacki kompozytor, dyrygent, pianista, organista i krytyk muzyczny.

## Życiorys
Syn nauczyciela Davida Neukomma i śpiewaczki Corduli Rieder. Uczył się u Franza Xavera Weissauera i Michaela Haydna, następnie uczęszczał do gimnazjum benedyktyńskiego i studiował filozofię na uniwersytecie w Salzburgu. Podczas studiów grał jako organista w kościele uniwersyteckim, był też dyrygentem chóru przy teatrze dworskim. W latach 1797–1804 uczył się u Josepha Haydna w Wiedniu, gdzie również studiował medycynę i nauki przyrodnicze na tamtejszym uniwersytecie, a także dawał lekcje fortepianu i śpiewu. Od 1804 do 1808 roku przebywał w Petersburgu, gdzie dyrygował teatrem niemieckim. W latach 1808–1809 ponownie przebywał w Wiedniu, opiekując się starym J. Haydnem. Od 1809 do 1816 roku był pianistą na dworze Charlesa-Maurice’a Talleyranda w Paryżu, któremu towarzyszył podczas kongresu wiedeńskiego. W 1815 roku otrzymał z rąk króla Ludwika XVIII krzyż kawalerski Legii Honorowej, odtąd poprzedzał swoje nazwisko tytułem Ritter von.
W latach 1816–1821 przebywał w Rio de Janeiro, gdzie działał jako nauczyciel muzyki i dyrygent na dworze króla Jana VI. Po powrocie do Paryża podjął na nowo służbę na dworze Talleyranda. Między 1829 a 1834 rokiem przebywał w Anglii. Wiele podróżował, odwiedził m.in. Afrykę Północną. Uczestniczył w odsłonięciu pomnika Gutenberga w Moguncji (1837) i pomnika Mozarta w Salzburgu (1842).
Członek Królewskiej Akademii Muzycznej w Sztokholmie (1807) i towarzystwa filharmonicznego w Petersburgu (1808). Pisywał krytyki muzyczne do Revue et Gazette Musicale de Paris. W 1859 roku wydano w Paryżu jego autobiografię pt. Esquisses biographiques de Sigismond Neukomm. Jego siostrą była sopranistka Elisabeth Neukomm (1789–1816).

## Twórczość
Twórczość Neukomma reprezentuje schyłkową fazę klasycyzmu. Uprawiał większość ówczesnych form i gatunków muzycznych. Wysoko ceniony jako pianista i organista-improwizator. Podczas swoich podróży po Europie i pobytu w Ameryce Południowej propagował twórczość W.A. Mozarta, Beethovena i Haydna. Chociaż był płodnym twórcą (ponad 1300 dzieł), jako kompozytor nie odniósł sukcesu. Od 1804 roku do końca życia prowadził katalog swoich utworów, którego rękopis znajduje się w Bibliothèque du Conservatoire w Paryżu.
Wśród jego kompozycji znajdują się m.in. intermezzo Die Nachtwächter (1804), intermezzo Die neue Oper oder Der Schauspieldirektor (1804), opera Alexander am Indus (wyst. Petersburg 1804), farsa Musikalische Malerei (wyst. Moskwa 1806), melodramat Arkona (wyst. Würzburg 1808), tragedia liryczna Niobé (wyst. Montbéliard 1809), Requiem c-moll poświęcone pamięci Ludwika XVI (1815), ponadto muzyka do sztuk scenicznych, oratoria, kantaty, 48 mszy, 27 ofertoriów, 2 pasje, 11 Te Deum, 73 motety i anthemy, 236 hymnów, 243 pieśni, 2 symfonie, 5 uwertur, koncert fortepianowy, 6 fantazji orkiestrowych, marsze, muzyka kameralna, utwory fortepianowe.